# Kostel svaté Anny (Žireč)
Kostel svaté Anny je římskokatolický, orientovaný filiální, bývalý farní kostel v Žirči, části města Dvůr Králové nad Labem. Patří do farnosti Dvůr Králové nad Labem.

## Historie
V místech kostela a jezuitské rezidence stával v 11. století dvůr pražských biskupů a později tvrz. Roku 1581 byla opětovně vystavěna Adamem Zilvárem z Pilníkova. V letech 1653–1773 místo užívali vídeňští jetuité, kteří staré prostory od roku 1652 přestavovali na rezidenci. Kostel byl vystavěn místními jezuity v letech 1668–1703. K rezidenci přiléhá svým východním okrajem přes prostor dřívějšího kostela, původně modlitebny luteránských německých pánů, kde byla později jezuitská oratoř se třemi oltáři. Uprostřed stál oltář sv. Františka Xaverského, který je dnes umístěn v boční kapli. Po obou stranách jsou dva menší oltáře s výjevem smrti sv. Stanislava a sv. Rosálie. Kostel byl vysvěcen 4. listopadu 1703 královéhradeckým biskupem Tobiášem Beckerem. V kostele a kapli sv. Josefa, která ho spojuje s Domovem sv. Josefa, je sedm oltářů. Dne 1. dubna 1825 při požáru celé obce kostel i s přilehlou rezidencí vyhořel. Hlavním obrazem oltáře je obraz patronky kostela sv. Anny. Autorství bočních oltářů se přičítá Řehoři Thenymu. Levý znázorňuje zasnoubení Panny Marie, pravý zjevení sv. Ignáce. Boží hrob býval naproti hlavnímu vchodu u Kalvárie. Tam bylo slaveno Vzkříšení. Současný dřevěný oltář pochází z roku 1839, je prací novopackého sochaře Jana Suchardy, doplňky jsou od místních rodáků, bratrů Jana a Františka Müllerových, vídeňských umělců.
Schody do věže jsou dřevěné a je jich padesát. Až ke zvonům pokračuje dalších deset. Dva původní zvony padly za oběť požáru v roce 1825 a třetí původní zvon byl zrekvírován v roce 1916 pro armádu. V současnosti jsou ve věži tři nepůvodní železné zvony bez signatury, pouze umíráček nese nápis „+ SIT NOMEN DOMENI BENE DICTUM AIZII“.
Pod hlavním oltářem se nachází jezuitská hrobka a pod boční lodí hrobka panská pro zaměstnance zámečku. Při renovaci kostela v roce 1906 byly krypty hrobek zazděny a přes ně položeny dlaždice.

## Architektura
Kostel je barokní. Po požáru v roce 1825 byl interiér obnoven v duchu klasicismu. U kazatelny se i přes požár zachovaly rokokové prvky. Věže kostela jsou hranolové, jednopatrové.

## Zajímavosti
Světovým unikátem je barokní zvonkový klavír (Glockenklavier), který se nachází na kúru kostela. Podle znalců není známo, že by se podobný nástroj někde dochoval. Do Žirče daroval jezuitům zvonkový klavír hrabě František Antonín Špork, majitel sousedního Kuksu a Choustníkova Hradiště. Ten jej objednal u varhanáře Johanna Michaela Rödera, německého stavitele varhan z Berlína, který ve třicátých letech 18. století působil ve Slezsku. V letech 2009–2010 byla zvonkohra zachráněna z neutěšeného stavu a kompletně zrestaurována. Každoročně je možné si zvuk zvonkového klavíru poslechnout při Svatoanenských slavnostech, které se konají v areálu Domova svatého Josefa vždy v červenci v sobotu nejbližší ke svátku sv. Anny (26. 7).
Varhany byly postaveny v roce 1829 a jsou jedním z největších dochovaných nástrojů regionální výroby varhanářské dílny Johanna Antona Bartha (1767–1844) z Dolní Olešnice, který patřil k nejprogresivnějším varhanářům u nás a tímto nástrojem předběhl svou dobu. Svým charakterem je nástroj jedním z prvních tzv. přechodových stylových typů mezi varhanářstvím barokním a romantickým. V roce 1906 je opravoval varhanář Josef Kobrle (1851–1919) z Lomnice nad Popelkou, který zásadním způsobem změnil zvukový charakter hlavního stroje a upravil hrací stůl.
Zvláštností kostela je obraz (z roku 1839) nad hlavním oltářem, který lze měnit dle liturgického období.

## Bohoslužby
Bohoslužby se konají v úterý a ve čtvrtek v 16 hodin, neděli v 10.30 hodin.

## Fotogalerie

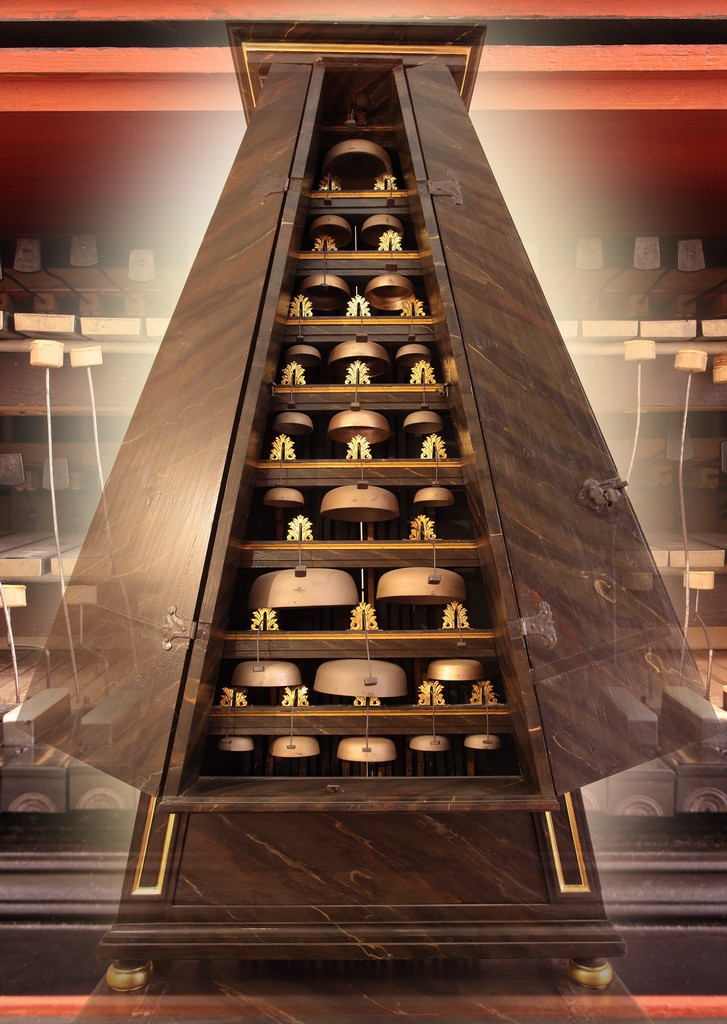
Zvonkohra